# Fiat 320
Le Fiat 320 est un châssis pour autocars de ligne et grand tourisme destiné aux carrossiers spécialisés italiens, européens et argentins pour des autocars de ligne interurbaines et grand tourisme. Le châssis a été produit par Fiat V.I. dans son usine italienne de Cameri près de Brescia en Italie mais également par sa filiale argentine Fiat V.I. Argentina S.A.C.I.F., à partir de 1969.

## Histoire
Le Fiat 320 a été le premier châssis pour autocar/autobus produit par Fiat V.I. en Argentine et destiné, comme cela était la coutume à l'époque, aux carrossiers industriels spécialisés qui réalisaient la carrosserie et l'aménagement intérieur selon les désirs et besoins des compagnies de transport sur les très longs trajets.
Le Fiat 320 connaitra une seule version commercialisée en Europe comme en Argentine. Les droits de douane étaient très élevés à l'époque entre les pays d'Amérique latine.
La structure de son châssis reprend celui très robuste du camion Fiat 619 mais avec une suspension pneumatique sur les deux essieux, solution technique d'avant garde et très rare à l'époque. Il dispose d'un réservoir de carburant de 200 litres.